# Резолюция Совета Безопасности ООН 1566
Резолюция Совета Безопасности ООН 1566 была принята 8 октября 2004 года, после подтверждения резолюций 1267 (1999), 1373 (2001) и 1540 (2004), Совет осудил терроризм как серьёзную угрозу миру и ужесточил антитеррористическое законодательство.

## Подробности
Осудив терроризм как одну из самых серьезных угроз миру и безопасности, Совет призвал страны преследовать по суду или экстрадировать любого, кто поддерживает террористические акты или участвует в планировании таких схем. Действуя в соответствии с главой VII Устава Организации Объединенных Наций, он создал рабочую группу для рассмотрения рекомендаций о мерах, которые должны быть приняты против «лиц, групп или организаций, участвующих в террористической деятельности или связанных с ней», ещё не выявленный комитетом по санкциям против «Аль-Каиды» и «Талибана». Была обеспокоенность ростом числа жертв террористических атак, в том числе детей.
Некоторые подходы, которые предстоит изучить, включают «более эффективные процедуры, которые считаются подходящими для привлечения их к ответственности посредством судебного преследования или экстрадиции», замораживание финансовых активов, ограничения на поездки и эмбарго на поставки оружия.
В тексте содержится призыв к странам предотвращать и наказывать «преступные действия, в том числе против гражданских лиц, совершенные с намерением причинить смерть или серьезное телесное повреждение, или захватить заложников, с целью спровоцировать состояние террора среди населения или в группу лиц или отдельных лиц, запугивать население или принуждать правительство или международную организацию совершить какое-либо действие или воздержаться от него». По мнению совета, такие действия «ни при каких обстоятельствах не могут быть оправданы соображениями политического, философского, идеологического, расового, этнического, религиозного или иного подобного характера».
Резолюция также просила рабочую группу рассмотреть возможность создания международного компенсационного фонда для жертв террористических актов и их семей, который мог бы финансироваться за счет добровольных взносов, частично полученных за счет активов, конфискованных у террористических организаций, их членов и спонсоров. Кроме того, Генеральному секретарю Кофи Аннану было поручено как можно скорее начать работу Исполнительного директората Контртеррористического комитета.

## Голосование
Резолюция была единогласно принята 15 голосами «за».
Посол России Андрей Денисов, который выступил автором резолюции вместе с Китаем, Францией, Германией, Румынией, Испанией, Великобританией и США, подчеркнул необходимость совершенствования правовых и других оперативных инструментов для борьбы с терроризмом и террористическими организациями, которые умеют менять свою тактику в зависимости от ситуации. «Мы убеждены, что резолюция ещё больше усиливает важную координирующую роль Организации Объединенных Наций в международной кампании против террористической угрозы», — сказал он.
Посол Великобритании Эмир Джонс Пэрри, который в октябре 2004 года поочередно председательствовал в Совете, заявил, что орган, состоящий из 15 членов, «подтвердил своё мнение о том, что терроризм во всех его формах и проявлениях представляет собой одну из самых серьёзных угроз международному миру и безопасности и что любые террористические акты являются преступными и неоправданными, независимо от их мотивов, когда бы и кем бы они ни совершались». Посол Джонс Пэрри также заявил, что этот текст подтверждает центральную роль ООН в борьбе с терроризмом, а также решимость Совета «держаться вместе в борьбе с бедствием терроризма».
Посол США Джон Денфорт заявил, что коренные причины никоим образом не оправдывают терроризм. «В принятой нами резолюции очень просто говорится, что преднамеренное убийство невинных людей никогда не может быть оправдано ни по какой причине – никогда». Он добавил, что «некоторые утверждают, что взрывы бомб среди детей служат Богу», но такой поступок «является высшим богохульством».
Резолюция была принята через несколько дней после террористических атак в Пакистане, Египте и обезглавливания британского заложника Кеннета Бигли в Ираке, все из которых были признаны делом рук Аль-Каиды. Это также стало кульминацией антитеррористических дипломатических усилий России после резни в школе в Беслане.